# Клен (Крым)
Клен (ранее Киле́н; укр. Клен, крымскотат. Kileñ, Киленъ) — исчезнувшее село в Джанкойском районе Республики Крым, располагавшееся на востоке района, в степной части Крыма, недалеко от берега Сиваша, примерно в 2 км к югу от современного села Прозрачное.

## История
Первое документальное упоминание села встречается в Камеральном Описании Крыма… 1784 года, судя по которому, в последний период Крымского ханства Килен входил в Таманский кадылык Карасубазар ского каймаканства. После присоединения Крыма к России (8) 19 апреля 1783 года, (8) 19 февраля 1784 года, именным указом Екатерины II сенату, на территории бывшего Крымского Ханства была образована Таврическая область и деревня была приписана к Перекопскому уезду. После Павловских реформ, с 1796 по 1802 год, входила в Перекопский уезд Новороссийской губернии. По новому административному делению, после создания 8 (20) октября 1802 года Таврической губернии, Клен был включён в состав Таганашминской волости Перекопского уезда.
По Ведомости о всех селениях в Перекопском уезде состоящих с показанием в которой волости сколько числом дворов и душ… от 21 октября 1805 года в деревне Клен числилось 11 дворов и 61 житель — крымский татарин. На военно-топографической карте генерал-майора Мухина 1817 года деревня обозначена с 12 дворами. После реформы волостного деления 1829 года Клен, согласно «Ведомости о казённых волостях Таврической губернии 1829 г», отнесли к Башкирицкой волости (переименованной из Таганашминской). На карте 1836 года в деревне 13 дворов. Затем, видимо, вследствие эмиграции крымских татар в Турцию, деревня заметно опустела и на карте 1842 года Клен обозначен условным знаком «малая деревня», то есть, менее 5 дворов.
В 1860-х годах, после земской реформы Александра II, деревню приписали к Байгончекской волости того же уезда. В «Списке населённых мест Таврической губернии по сведениям 1864 года», составленном по результатам VIII ревизии 1864 года, Клен — владельческая татарская деревня с 4 дворами, 14 жителями и мечетью при колодцах. На трехверстовой карте 1865—1876 года в деревне Клен отмечены 6 дворов. Согласно «Памятной книжке Таврической губернии за 1867 год», деревня была покинута и оставалась в развалинах, ввиду эмиграции крымских татар 1860—1864 годов (особенно массовой после Крымской войны 1853—1856 годов) в Турцию. В дальнейшем в доступных источниках не встречается.